# Barringtonia havilandii
Barringtonia havilandii är en tvåhjärtbladig växtart som beskrevs av Henry Nicholas Ridley. Barringtonia havilandii ingår i släktet Barringtonia och familjen Lecythidaceae. Inga underarter finns listade i Catalogue of Life.